# Naftna platforma
Naftna platforma ime je za veliku strukturu koja služi za istraživanje, crpljenje, preradu i/ili privremeno spremanje nafte i zemnog plina koja zavisno o prilikama se obično učvrštava na dno nekog tijela vode (jezera, mora ili oceana) i tako stvara umjetni otok. Ako ovo nije moguće naftna platforma pluta i održava svoje ustaljeno mjesto rabeći sidra, pupčane cijevi, kao i potisak iz pogonskih motora. S podvodnom vrelima naftna platforma povezana je s protočim cijevima te raznim pupčanim spojnicama. Mnoge naftne platforme mogu biti povezane s mnogostrukim podvodnim vrelima. Prve naftne platforme izgrađene su krajem 19. stoljeća u SAD-u.

## Vanjske poveznice
- platforma Hrvatska enciklopedija. LZMK
- LZMK / Proleksis enciklopedija: platforma
- LZMK / Istarska enciklopedija: plin, prirodni
- web.archive.org / www.geografija.hr – Nafta i zemni plin iz podmorja
- Pučinsko inženjerstvo Hrvatska tehnička enciklopedija, portal hrvatske tehničke baštine. LZMK